# In-Q-Tel
In-Q-Tel  é uma empresa americana de Capital de risco fundada por Norman Ralph Augustine, ex-CEO da Lockheed Martin, e Gilman Louie, que atuou como seu primeiro CEO. A iniciativa surgiu a partir de uma proposta do então diretor da CIA, George Tenet, com o objetivo de aproximar a comunidade de inteligência das inovações tecnológicas do setor privado através da qual a Agência Central de Inteligência investe em empresas de tecnologia com o único propósito de manter a CIA e outras agências de inteligência americana, equipadas com a mais recente tecnologia da informação.
A empresa atua em público mas mantem a lista de companhia em que investe em segredo.
De acordo com o The Washington Post, "virtualmente qualquer americano empresário, inventor ou cientista trabalhando na area de Análise de dados, provavelmente, recebeu um telefonema de In-Q-Tel, ou no minimo foi pesquisado no Google pelos seus observadores".

## História
Originalmente chamado Peleu, foi lançada em 1999 sob a direção de Gilman Louie. A missão da empresa é identificar e investir em empresas que desenvolvem tecnologias de ponta que sirvam aos interesses de segurança nacional dos Estados Unidos.